# Озарк
Вижте пояснителната страница за други значения на Озарк.
Озарк (на английски: Ozarks) е плато в централната част на САЩ, разположено на териториите на щатите Мисури (51%), Арканзас (43%), Оклахома (5%) и Канзас (1%). Дължината и ширината му е около 550 km, а площта 174 870 km². На изток се простира до долината на река Мисисипи, на север и юг до долините на десните ѝ притоци Мисури и Арканзас, а на запад постепенно се понижава и преминава във Вътрешните равнини. Изградено е предимно от варовици с палеозойска възраст, а на изток на повърхността излизат и докамбрийски скали. Цялото плато е силно разчленено от речни долини, като на места е окарстено. Средната му надморска височина е около 500 m, а максималната е връх Бъфало Локоут 781 m, в южната му част – планината Бостън. Почвите са червеноземни и жълтоземни. Голяма част от склоновете му са орасли с широколистни (предимно дъбови) и смесени гори. Разработват се находища на полиметални руди (в Сейнт Дозеф, Три Стейтс). Билните му части са заети със селскостопански пасища.